# Hajdúnánás
Hajdúnánás  este un oraș în districtul Hajdúnánás, județul Hajdú-Bihar, Ungaria, având o populație de 17.398 de locuitori (2011). 

## Demografie
Componența etnică a orașului Hajdúnánás
     Maghiari (98,17%)
     Necunoscut (0,38%)
     Alții (1,45%)
Componența confesională a orașului Hajdúnánás
     Fără religie (33,35%)
     Reformați (31,2%)
     Romano-catolici (4,6%)
     Greco-catolici (2,39%)
     Necunoscută (27,48%)
     Alte religii (1,67%)
Conform recensământului din 2011, orașul Hajdúnánás avea 17.398 de locuitori. Din punct de vedere etnic, majoritatea locuitorilor (98,17%) erau maghiari. Apartenența etnică nu este cunoscută în cazul a 0,38% din locuitori. Nu există o religie majoritară, locuitorii fiind persoane fără religie (33,35%), reformați (31,2%), romano-catolici (4,6%) și greco-catolici (2,39%). Pentru 27,48% din locuitori nu este cunoscută apartenența confesională.